# 11.ª etapa del Giro de Italia 2019
La 11.ª etapa del Giro de Italia 2019 tuvo lugar el 22 de mayo de 2019 entre Carpi y Novi Ligure sobre un recorrido de 221 km y fue ganada por el ciclista australiano Caleb Ewan del equipo Lotto Soudal, quien con este triunfo completó su segunda victoria de etapa en el Giro 2019. El ciclista italiano Valerio Conti del equipo UAE Emirates conservó la Maglia Rosa.

## Clasificación de la etapa
| \| Clasificación de la etapa \| Clasificación de la etapa \| Clasificación de la etapa \| Clasificación de la etapa \| Clasificación de la etapa \| \| Ciclista \| Ciclista \| Equipo \| Tiempo \| \| \| ------------------------- \| ------------------------- \| ------------------------- \| ------------------------- \| ------------------------- \| \| 1.º \| Caleb Ewan \| Lotto-Soudal \| 5 h 17 min 26 s \| \| \| 2.º \| Arnaud Démare \| Groupama-FDJ \| + 0 s \| \| \| 3.º \| Pascal Ackermann \| Bora-Hansgrohe \| + 0 s \| \| \| 4.º \| Elia Viviani \| Deceuninck-Quick Step \| + 0 s \| \| \| 5.º \| Davide Cimolai \| Israel Cycling Academy \| + 0 s \| \| \| 6.º \| Simone Consonni \| UAE Team Emirates \| + 0 s \| \| \| 7.º \| Ryan Gibbons \| Dimension Data \| + 0 s \| \| \| 8.º \| Giacomo Nizzolo \| Dimension Data \| + 0 s \| \| \| 9.º \| Jakub Mareczko \| CCC Team \| + 0 s \| \| \| 10.º \| Sean Bennett \| EF Education First \| + 0 s \| \| |                  |                        |                 |
| |                  |                        |                 |
| Fuente: ProCyclingStats |                  |                        |                 |
| Clasificación de la etapa |                  |                        |                 |
| Ciclista | Ciclista         | Equipo                 | Tiempo          |
| 1.º | Caleb Ewan       | Lotto-Soudal           | 5 h 17 min 26 s |
| 2.º | Arnaud Démare    | Groupama-FDJ           | + 0 s           |
| 3.º | Pascal Ackermann | Bora-Hansgrohe         | + 0 s           |
| 4.º | Elia Viviani     | Deceuninck-Quick Step  | + 0 s           |
| 5.º | Davide Cimolai   | Israel Cycling Academy | + 0 s           |
| 6.º | Simone Consonni  | UAE Team Emirates      | + 0 s           |
| 7.º | Ryan Gibbons     | Dimension Data         | + 0 s           |
| 8.º | Giacomo Nizzolo  | Dimension Data         | + 0 s           |
| 9.º | Jakub Mareczko   | CCC Team               | + 0 s           |
| 10.º | Sean Bennett     | EF Education First     | + 0 s           |

## Clasificaciones al final de la etapa

### Clasificación general(Maglia Rosa)
| \| Clasificación general \| Clasificación general \| Clasificación general \| Clasificación general \| Clasificación general \| \| Ciclista \| Ciclista \| Equipo \| Tiempo \| \| \| --------------------- \| --------------------- \| --------------------------- \| --------------------- \| --------------------- \| \| 1.º \| Valerio Conti \| UAE Team Emirates \| 45 h 02 min 05 s \| \| \| 2.º \| Primož Roglič \| Team Jumbo-Visma \| + 1 min 50 s \| \| \| 3.º \| Nans Peters \| AG2R La Mondiale \| + 2 min 21 s \| \| \| 4.º \| José Joaquín Rojas \| Movistar Team \| + 2 min 33 s \| \| \| 5.º \| Fausto Masnada \| Androni Giocattoli-Sidermec \| + 2 min 36 s \| \| \| 6.º \| Andrey Amador \| Movistar Team \| + 2 min 39 s \| \| \| 7.º \| Amaro Antunes \| CCC Team \| + 3 min 05 s \| \| \| 8.º \| Valentin Madouas \| Groupama-FDJ \| + 3 min 27 s \| \| \| 9.º \| Giovanni Carboni \| Bardiani CSF \| + 3 min 30 s \| \| \| 10.º \| Pello Bilbao \| Astana \| + 3 min 32 s \| \| |                    |                             |                  |
| |                    |                             |                  |
| Fuente: ProCyclingStats |                    |                             |                  |
| Clasificación general |                    |                             |                  |
| Ciclista | Ciclista           | Equipo                      | Tiempo           |
| 1.º | Valerio Conti      | UAE Team Emirates           | 45 h 02 min 05 s |
| 2.º | Primož Roglič      | Team Jumbo-Visma            | + 1 min 50 s     |
| 3.º | Nans Peters        | AG2R La Mondiale            | + 2 min 21 s     |
| 4.º | José Joaquín Rojas | Movistar Team               | + 2 min 33 s     |
| 5.º | Fausto Masnada     | Androni Giocattoli-Sidermec | + 2 min 36 s     |
| 6.º | Andrey Amador      | Movistar Team               | + 2 min 39 s     |
| 7.º | Amaro Antunes      | CCC Team                    | + 3 min 05 s     |
| 8.º | Valentin Madouas   | Groupama-FDJ                | + 3 min 27 s     |
| 9.º | Giovanni Carboni   | Bardiani CSF                | + 3 min 30 s     |
| 10.º | Pello Bilbao       | Astana                      | + 3 min 32 s     |

### Clasificación por puntos(Maglia Ciclamino)
| Clasificación por puntos | Clasificación por puntos | Clasificación por puntos   | Clasificación por puntos | Clasificación por puntos |
| Ciclista                 | Ciclista                 | Equipo                     | Puntos                   |                          |
| ------------------------ | ------------------------ | -------------------------- | ------------------------ | ------------------------ |
| 1.º                      | Arnaud Démare            | Groupama-FDJ               | 194 pts                  |                          |
| 2.º                      | Pascal Ackermann         | Bora-Hansgrohe             | 183 pts                  |                          |
| 3.º                      | Caleb Ewan               | Lotto-Soudal               | 159 pts                  |                          |
| 4.º                      | Richard Carapaz          | Movistar Team              | 50 pts                   |                          |
| 5.º                      | Davide Cimolai           | Israel Cycling Academy     | 50 pts                   |                          |
| 6.º                      | Damiano Cima             | Nippo-Vini Fantini-Faizanè | 44 pts                   |                          |
| 7.º                      | Primož Roglič            | Team Jumbo-Visma           | 42 pts                   |                          |
| 8.º                      | Elia Viviani             | Deceuninck-Quick Step      | 39 pts                   |                          |
| 9.º                      | Rüdiger Selig            | Bora-Hansgrohe             | 38 pts                   |                          |
| 10.º                     | Giacomo Nizzolo          | Dimension Data             | 38 pts                   |                          |

### Clasificación de la montaña(Maglia Azzurra)
| Clasificación de la montaña | Clasificación de la montaña | Clasificación de la montaña | Clasificación de la montaña | Clasificación de la montaña |
| Ciclista                    | Ciclista                    | Equipo                      | Puntos                      |                             |
| --------------------------- | --------------------------- | --------------------------- | --------------------------- | --------------------------- |
| 1.º                         | Giulio Ciccone              | Trek-Segafredo              | 32 pts                      |                             |
| 2.º                         | Primož Roglič               | Team Jumbo-Visma            | 22 pts                      |                             |
| 3.º                         | Fausto Masnada              | Androni Giocattoli-Sidermec | 18 pts                      |                             |
| 4.º                         | Antonio Pedrero             | Movistar Team               | 18 pts                      |                             |
| 5.º                         | Marco Frapporti             | Androni Giocattoli-Sidermec | 15 pts                      |                             |
| 6.º                         | Valerio Conti               | UAE Team Emirates           | 8 pts                       |                             |
| 7.º                         | Bauke Mollema               | Trek-Segafredo              | 8 pts                       |                             |
| 8.º                         | Andrey Zeits                | Astana                      | 8 pts                       |                             |
| 9.º                         | François Bidard             | AG2R La Mondiale            | 7 pts                       |                             |
| 10.º                        | Giovanni Carboni            | Bardiani CSF                | 6 pts                       |                             |

### Clasificación de los jóvenes(Maglia Bianca)
| Clasificación del mejor joven | Clasificación del mejor joven | Clasificación del mejor joven | Clasificación del mejor joven | Clasificación del mejor joven |
| Ciclista                      | Ciclista                      | Equipo                        | Tiempo                        |                               |
| ----------------------------- | ----------------------------- | ----------------------------- | ----------------------------- | ----------------------------- |
| 1.º                           | Nans Peters                   | AG2R La Mondiale              | 45 h 04 min 26 s              |                               |
| 2.º                           | Valentin Madouas              | Groupama-FDJ                  | + 1 min 06 s                  |                               |
| 3.º                           | Giovanni Carboni              | Bardiani CSF                  | + 1 min 09 s                  |                               |
| 4.º                           | Hugh Carthy                   | EF Education First            | + 2 min 15 s                  |                               |
| 5.º                           | Sam Oomen                     | Team Sunweb                   | + 2 min 41 s                  |                               |
| 6.º                           | Pavel Sivakov                 | Team Ineos                    | + 3 min 40 s                  |                               |
| 7.º                           | Miguel Ángel López            | Astana                        | + 3 min 58 s                  |                               |
| 8.º                           | Tao Geoghegan Hart            | Team Ineos                    | + 4 min 37 s                  |                               |
| 9.º                           | Ben O'Connor                  | Dimension Data                | + 4 min 51 s                  |                               |
| 10.º                          | Andrea Vendrame               | Androni Giocattoli-Sidermec   | + 13 min 13 s                 |                               |

### Clasificación por equipos"Super Team"
| Clasificación por equipos | Clasificación por equipos   | Clasificación por equipos | Clasificación por equipos |
| Equipo                    | Equipo                      | Tiempo                    |                           |
| ------------------------- | --------------------------- | ------------------------- | ------------------------- |
| 1.º                       | Movistar Team               | 135 h 11 min 29 s         |                           |
| 2.º                       | Deceuninck-Quick Step       | + 6 min 53 s              |                           |
| 3.º                       | Androni Giocattoli-Sidermec | + 8 min 04 s              |                           |
| 4.º                       | Astana                      | + 10 min 21 s             |                           |
| 5.º                       | EF Education First          | + 11 min 10 s             |                           |
| 6.º                       | UAE Team Emirates           | + 11 min 36 s             |                           |
| 7.º                       | AG2R La Mondiale            | + 12 min 20 s             |                           |
| 8.º                       | Mitchelton-Scott            | + 12 min 43 s             |                           |
| 9.º                       | Bora-hansgrohe              | + 14 min 37 s             |                           |
| 10.º                      | Team Sunweb                 | + 16 min 55 s             |                           |

## Abandonos
- Matteo Moschetti, tras una caída sufrida el día anterior, no tomó la salida.[2]